# Basílica de San Lorenzo Maggiore
La basílica de San Llorenzo Maggiore (en italià, Basilica di San Lorenzo Maggiore) és una basílica monumental de Nàpols, Itàlia, una de les més antigues de la ciutat, situada a la plaça de San Gaetano del centre històric. Històricament i artísticament és un dels complexos monumentals més rellevants de la ciutat.

## Història
El 1235 el papa Gregori IX va ratificar la concessió d'una església dedicada a sant Llorenç que seria edificada a la ciutat de Nàpols. En aquesta època està documentada la presència d'almenys cinc esglésies dedicades al sant a la ciutat. El nou temple es construiria sobre l'església del Fòrum, d'època paleocristiana, assignada als germans franciscans.
Des de 1270, no gaire temps després de la seva victòria sobre Manfred I de Sicília, Carles I d'Anjou va començar a subvencionar la construcció de la basílica i del convent, en una barreja de estils gòtic i franciscà. L'absis, primera part construïda de l'església, considerada única del seu gènere a Itàlia i exemple clàssic del gòtic francès, és obra d'arquitectes francesos. Segons es passa de l'absis a la zona del transsepte i la nau es va anar afirmant un estil més emmarcable al gòtic italià, signe del canvi dels projectistes i dels mestres d'obra produït amb el pas dels anys.
En anys posteriors la basílica va ser protagonista d'importants esdeveniments històrics de la ciutat i, més en general, del regne: Lluís de Nàpols, després de renunciar al tron del pare Carles II d'Anjou en benefici del seu germà Robert I de Nàpols, va ser consagrat sacerdot a aquesta basílica. Una altra consagració cèlebre va ser la de Felice Peretti, bisbe de Sant'Agata de' Goti i futur papa Sixt V.
El 1343 va residir al convent Francesco Petrarca, com ell mateix va afirmar en una carta al seu amic Giovanni Colonna, en què li descriu el sisme submarí que va sacsejar la ciutat el 25 de novembre, mentre que sembla que va ser aquí on Giovanni Boccaccio es va enamorar de Fiammetta, la bella Maria d'Aquino, filla del rei Robert I de Nàpols, la seva musa inspiradora, després d'haver-la vist a la basílica durant la missa del Dissabte Sant del 1334.

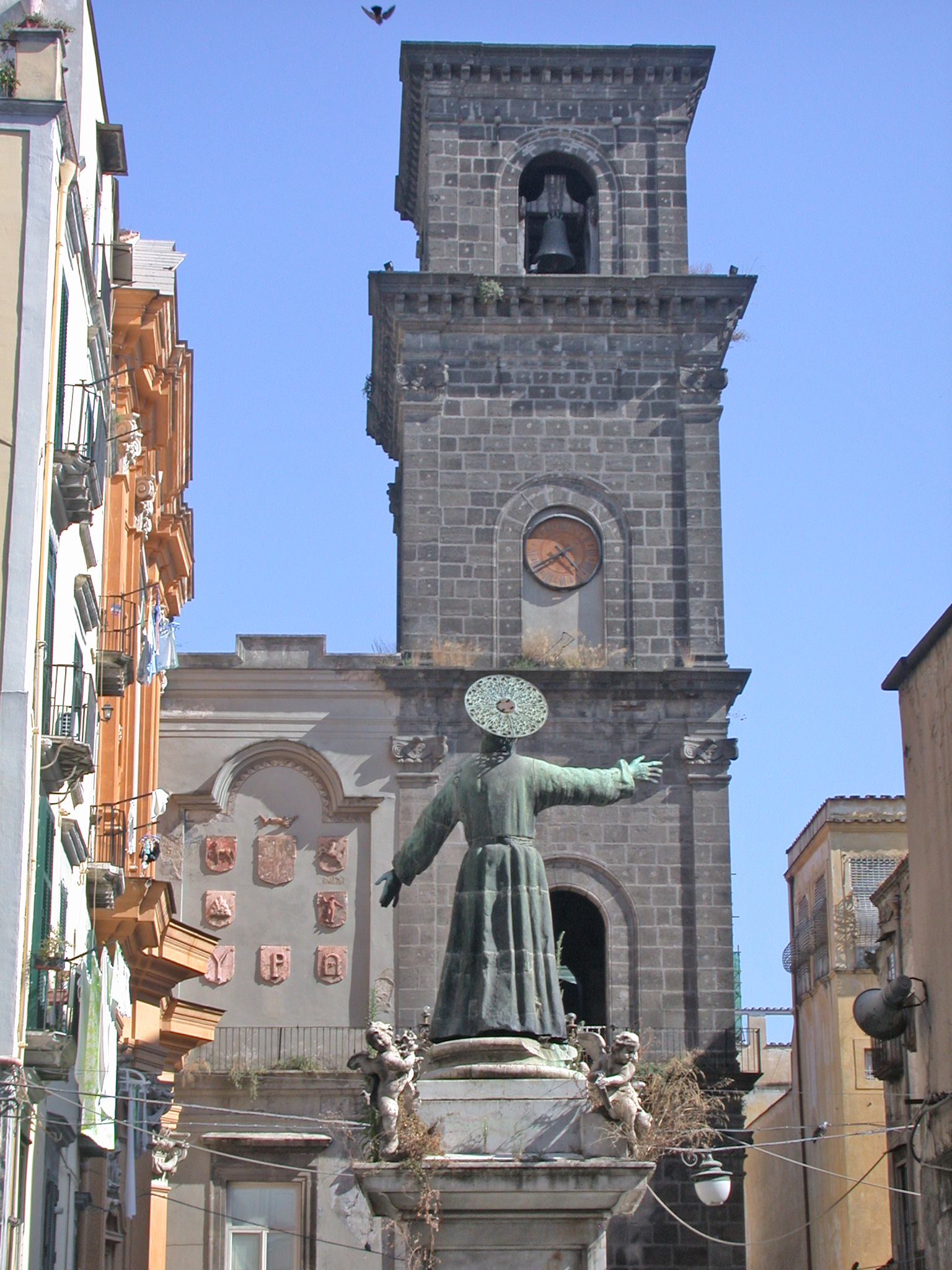
El campanar de la Piazza San Gaetano.

A partir del segle XVI la basílica ha estat objecte de nombroses remodelacions degudes en part als danys dels terratrèmols o als fets històrics que han afectat la ciutat i el convent; el claustre es va convertir en un dipòsit d'armes dels virreis espanyols i el 1547 el campanar va ser assetjat pel poble a la revolta contra Pedro de Toledo. Al segle següent es van produir altres esdeveniments, com quan el 1647 els seguidors de Masaniello van assaltar el campanar per utilitzar-lo com a avançada d'artilleria contra els espanyols. Les obres d'adaptació, obra d'arquitectes locals, van preveure aquest segle i XVIII reconstruccions barroques, que van afectar de manera particular la façana de l'església, reconstruïda completament el 1742.
A partir del 1882 les restauracions, interrompudes i represes diverses vegades, fins a l'última, acabada a la segona meitat del segle xx, van eliminar progressivament les addicions barroques, a excepció de la façana i la contrafaçana, obra de Ferdinando Sanfelice, la capella Cacace i el cappellone de Sant Antoni, obra de Cosimo Fanzago. Entre els anys cinquanta i seixanta del segle XX es van realitzar obres de consolidació per evitar l'esfondrament dels murs mitjançant un contrafort i obres de formigó armat.